# 포승지
포승지(暴勝之, ? ~ 기원전 91년)는 전한 중기의 관료로, 자는 공자(公子)이며 하동군 사람이다.

## 행적
무제 때 각지에 도적이 들끓으니, 무제는 어사중승(御史中丞)과 승상장사를 파견하여 감독하게 하였으나 효과가 없었다. 이때 포승지는 직지사자(直指使者) 겸 수의어사(繡衣御史)가 되어 부월을 갖고 각지를 돌며 도적 토벌을 감독하였으며, 도적을 막지 못한 태수들을 탄핵하고 현령 등을 주살하였다.
수의어사로서 각지를 시찰하던 중, 피양령(被陽令) 왕흔에게 책임을 물어 그를 죽이려 하였다. 하지만 왕흔이 자신을 설득하니, 이를 받아들여 친분을 맺고 조정으로 돌아가 그를 천거하였다. 또 발해에서 명성을 떨치던 준불의를 무제에게 천거하였다.
태시 3년(기원전 94년), 광록대부에서 어사대부로 승진하였다.
정화 2년(기원전 91년), 강충의 참소를 받은 여태자가 반란을 일으켰다(무고의 난). 승상 유굴리가 반란 진압을 지휘하였는데, 승상사직 전인이 여태자를 놓아주니 그를 죽이려 하였다. 하지만 포승지는 이를 만류하였다.
| “ | 사직은 이천석의 관리이니, 마땅히 황제께 먼저 상주하여야 합니다. 어찌하여 함부로 죽일 수 있겠습니까? | ” |

결국 유굴리는 전인을 풀어주었다. 그러나 이 소식을 들은 무제는 크게 노하여 포승지를 힐책하였다.
| “ | 사직이 죄를 지었으면 승상이 그를 참하는 것이 법률에 부합한다. 어사대부는 어찌하여 함부로 제지하였는가! | ” |

포승지는 하옥되었고, 결국 두려움에 스스로 목숨을 끊었다.

## 출전
- 사마천, 《사기》 권104 전숙열전
- 반고, 《한서》 권6 무제기·권19상 백관공경표 上·권66 공손유전왕양채진정전·권71 준소우설평팽전·권98 원후전

| 전임 두주 | 전한의 어사대부 기원전 94년 ~ 기원전 91년 | 후임 상구성 |